# 1999年の韓国シリーズ
1999年の韓国シリーズ

## 概要
1999年の韓国シリーズは、ドリーム・リーグ2位のロッテ・ジャイアンツとマジック・リーグ2位のハンファ・イーグルスの間で2-2-3の7戦4勝制で行われ、4勝1敗でハンファ・イーグルスが優勝。ハンファ・イーグルスはビングレ時代を含めて5度目の挑戦で初優勝を果たした。
1997年の経済危機と日本との間で触発された2002年のサッカーワールドカップ誘致競争で、野球への関心が薄れてきた事で、韓国野球委員会はこの年から、新しい制度を試みた。所属8チームをそれぞれ4チームずつ二つのリーグに分けて、両リーグの1位と2位がたすき賭け式のプレイオフを経て、各プレイオフの勝者の間で韓国シリーズを行う方式である。また、どちらのリーグの3位が相手リーグの2位より勝率で上回る場合はその両チームの間で準プレイオフを行って、その勝者が3位チームの所属リーグの1位とプレイオフを行うようになっている。
この年、ドリーム・リーグでは斗山ベアーズが1位、ロッテ・ジャイアンツが2位、マジック・リーグでは三星ライオンズが1位、ハンファ・イーグルスが2位でハンファがドリーム・リーグ3位の現代ユニコーンズを勝率で上回って、準プレイオフは行われなかった。プレイオフは本拠地球場の収容能力に関係なく、各リーグの1位チームが1、2、6、7戦を、2位チームが3、4、5戦を開催した。
韓国シリーズは従来どおり、第1、2戦は年間成績で勝率上位チームの本拠地、第3、4戦は年間成績で勝率下位チームの本拠地で開催され、出場チームの本拠地球場の収容能力とソウルを本拠地とするチームの出場次第で第5戦以降の開催地が決定される。また、対戦する両チームの勝率が同率である場合、リーグ1位としてポストシーズンに出場したチームが開幕権をもらい、順位が同じである場合は対戦成績で優位のチームが開幕権をもらった。
| ステージ     | 勝利チーム                                | 成績   | 星取表  | 敗戦チーム                                |
| ------------ | ----------------------------------------- | ------ | ------- | ----------------------------------------- |
| プレーオフ   | ハンファ・イーグルス（マジックリーグ2位） | 4勝    | ○○○○    | 斗山ベアーズ（ドリームリーグ1位）         |
| プレーオフ   | ロッテ・ジャイアンツ（ドリームリーグ2位） | 4勝3敗 | ●●○●○○○ | 三星ライオンズ（マジックリーグ1位）       |
| 韓国シリーズ | ハンファ・イーグルス（マジックリーグ2位） | 4勝1敗 | ○○●○○   | ロッテ・ジャイアンツ（ドリームリーグ2位） |

## プレイオフ

### 斗山ベアーズ対ハンファ・イーグルス
年間成績では勝率で斗山ベアーズが1位、ハンファ・イーグルスは4位だったが、状況はハンファ・イーグルスに有利だった。3人の確実なローテーション投手に合計101本の本塁打を記録した中心打線、頼れる抑えを保有していたハンファはオールスター戦以後の後半戦では実質最強戦力だったといっても言いすぎではなかった。
ハンファ・イーグルスは戦力が整い始まる夏場まではLGツインズとポストシーズンの出場権が与えられるマジック・リーグ2位の座を争い、9月に入ってからは、ドリーム・リーグ3位でありながら準プレイオフのチャンスを虎視眈々（こしたんたん）と狙って、勝率でハンファにプレッシャーを加えていた現代ユニコーンズのけん制にあいながら、9月中旬の現代との直接対決で3連勝したのを皮切りに一気に10連勝で両チームを振り切り、早くも準プレイオフ無しでマジック・リーグ2位としてプレイオフ進出を確定させていた。
ハンファが三星ライオンズとのマジック・リーグ1位争いを早く諦めて、戦力温存に入った反面、斗山はシーズン最終日までロッテ・ジャイアンツとドリームリーグ1位の枠を巡って熾烈な順位争いをしていた。両チームともこのシーズンから莫大な資金力をバックに大型補強に乗り出した三星との対決を避けたい願いから、順位争いに繰り広げたが、斗山がドリームリーグ1位の座をものにした。
しかし、これがハンファの力を軽く見た斗山の誤算だった。三星を避けたい一念で公式戦でロッテとの争いに全力を注いだ結果、プレイオフに入ったころはチーム全体が疲弊を極めていて、投手陣がハンファの打線を抑えず、打線は十分休みを取ったハンファの強力投手陣を前に僅差で粘るのがやっとだった。結局、斗山は年間成績1位でありながら、ハンファに1勝もできずにストレートで完敗。年間成績で1位でありながら、韓国シリーズに出場すらできなかった1984年の悲劇を繰り返した。

#### 第1戦　10月10日・蚕室野球場
|                      | 1 | 2 | 3 | 4 | 5 | 6 | 7 | 8 | 9 | R |
| -------------------- | - | - | - | - | - | - | - | - | - | - |
| ハンファ・イーグルス | 1 | 1 | 0 | 1 | 1 | 0 | 0 | 1 | 2 | 7 |
| 斗山ベアーズ         | 0 | 0 | 0 | 1 | 1 | 1 | 1 | 0 | 0 | 4 |

1. 勝利：具臺晟（ク・デソン、1-0）
2. 敗戦：陳弼重（チン・ピルチュン、0-1）
3. 本塁打
ハンファ：ローマイヤー（4回表、ソロ、9回表、ソロ）、デービス（9回表、ソロ）
斗山：ウッズ（4回裏、ソロ、7回裏、ソロ）、沈正洙（シム・ジョンス、6回裏、ソロ）

#### 第2戦　10月11日・蚕室野球場
|                      | 1 | 2 | 3 | 4 | 5 | 6 | 7 | 8 | 9 | R |
| -------------------- | - | - | - | - | - | - | - | - | - | - |
| ハンファ・イーグルス | 0 | 0 | 0 | 0 | 3 | 0 | 0 | 0 | 0 | 3 |
| 斗山ベアーズ         | 0 | 0 | 0 | 0 | 0 | 2 | 0 | 0 | 0 | 2 |

1. 勝利：宋津宇（ソン・ジヌ、1-0）
2. セーブ：具臺晟（1-0-1s）
3. 敗戦：姜柄圭（カン・ビョンギュ、0-1）
4. 本塁打
斗山：ウッズ（6回裏、2ラン）

#### 第3戦　10月13日・大田ハンバッ運動場野球場
|                      | 1 | 2 | 3 | 4 | 5 | 6 | 7 | 8 | 9 | R |
| -------------------- | - | - | - | - | - | - | - | - | - | - |
| 斗山ベアーズ         | 0 | 0 | 2 | 0 | 0 | 0 | 2 | 1 | 0 | 5 |
| ハンファ・イーグルス | 5 | 0 | 0 | 0 | 0 | 1 | 0 | 0 | X | 6 |

1. 勝利：李相睦（イ・サンモク、1-0）
2. セーブ：具臺晟(1-0-2s）
3. 敗戦：崔容豪（チェ・ヨンホ、0-1）
4. 本塁打
ハンファ：張鍾熏（チャン・ジョンフン、1回裏、満塁）

#### 第4戦　10月14日・大田ハンバッ運動場野球場
|                      | 1 | 2 | 3 | 4 | 5 | 6 | 7 | 8 | 9 | R |
| -------------------- | - | - | - | - | - | - | - | - | - | - |
| 斗山ベアーズ         | 0 | 0 | 3 | 1 | 0 | 0 | 0 | 0 | 0 | 4 |
| ハンファ・イーグルス | 3 | 0 | 0 | 3 | 0 | 0 | 0 | 0 | X | 6 |

1. 勝利：李相君（イ・サングン、1-0）
2. セーブ：宋津宇（1-0-1s）
3. 敗戦：李京弼（イ・ギョンピル、0-1）

- ハンファ・イーグルスが4勝で韓国シリーズ進出。
- MVP:　宋津宇（ソン・ジヌ、投手、ハンファ）2試合登板、1勝0敗1セーブ

### 三星ライオンズ対ロッテ・ジャイアンツ
この対決は歴代プレイオフやポストシーズンシリーズの中でも歴史に残る名勝負に数えられ、韓国シリーズよりもファンを沸かせた一戦だった。
シーズン前から大型補強に出て、巨大戦力を構築し始めた三星は、所属するマジックリーグのチームが比較的に弱かったのにも助けられ、シーズン後半のハンファの追い上げが脅威的だったものの、順風満帆なペナントレースを送っていた。シーズンを通じて、これと言った危機もなく、順当にマジックリーグ1位の座を掴めてプレイオフに臨んだ。
三星のプレイオフの相手はロッテ・ジャイアンツでロッテは年間勝率では三星を上回ったが、直接対決では三星に負け越しており、またシーズン最終戦まで斗山と熾烈な順位争いを繰り広げ、斗山同様チーム全体が疲弊気味であった。
プレイオフで三星は第4戦まで3勝1敗と王手を掛けて、6年ぶりの韓国シリーズ出場を目の前にしていた。しかし、三星は公式戦からヘテ・タイガースとの超のつく大型トレードで獲得した抑えの林昌勇（イム・チャンヨン）に頼りすぎていた代償をここで払うことになる。予てから弱点と指摘されていた投手力の補強のため、1997年のアジア通貨危機で資金難に落ちていたヘテに梁埈赫（ヤン・ジュンヒョク）を含む3人と現金10億ウォンを出して、獲得した林昌勇だったが、公式戦からいざとなれば呼び出されるという意味でエニ・コール（Any Call)という別名がつけられたほど、登板過多でプレイオフに入ったころはすでに疲れを極めていた。
それでも懲りず、三星は勝機を固めるため、リードしては早い回から林昌勇を投入。第5戦でも5対3のリードを持って9回裏の守備に入っていた。この1回を抑えれば、4勝1敗で韓国シリーズに進出できた三星は当然のごとく、勝利固めとして林昌勇を登板させたが、ここから三星のプランに綻びが入り始めた。絶対的な信頼を寄せていた林昌勇がメジャーリーグのオールスター出身で話題になって公式戦でも脅威を振るっていたフェリックス・ホセに逆転サヨナラ3点本塁打を打たれ、最後の最後でロッテの息の根を断つことができなかった。
舞台を三星の本拠地である大邱に移して行われた第6戦でも、起死回生の勢いに乗ったロッテに序盤大量失点で7回の追い上げも1歩届かず1点差負け。第5戦の9回までは予想もしていなかった最終戦までもつれ込んだ。
続く最終戦で三星は2点を先制したが、6回の表、韓国プロ野球での歴史に残る大事件「大邱大乱闘」が起こった。2点のリードをもらっていた先発の盧長震がホセに追撃のソロホームランを浴びたが、第5戦の逆転劇の主役でこれで3戦連続のホームランだったホセの一発だっただけに、当時まで一度もなかった3勝1敗からの逆転負けへの不安感がスタンドに漂い、空気が怪しくなってきた。ホセがベースを回る間、興奮した一部の観客がグラウンドに物を投げ込み始め、ホセがホームに入る寸前に観客が投げたミネラル･ウォーター入りのペットボトルがホセを直撃した。これを自分に対する威嚇と受けたホセが激高してスタンドに向かい、これによりスタンドの興奮が激しさを増してきて、物投げも酷くなってきた。ついに、怒りを堪え切れなかったホセが自分のバットをスタンドに投げ込んで観客を直撃、収拾がつかない事態に発展してしまった。そして、ホセに同調したロッテの選手も全員ベンチを出て、観客とロッテの選手の防球ネットを挟んだにらみ合いが続けられ、一部の選手は罵声を浴びせる観客に向かって防球ネットに蹴りを入れるなど事態が悪化一路をたどった。
結局、試合が中断され、両チームの選手は全員ベンチに引き込み、ロッテの選手団は没収試合を主張しながら、試合再開を拒否した。ついに観客席の興奮も収められ、審判団の説得によって、事態を悪化させたホセを退場させることで両チームが試合再開に合意した。客席にバットを放り込んだホセは身辺の安全のため、退場の直後宿舎に帰された。

それまでなかった歴史的な逆転負けへの不安から乗り出した三星のファンの過激行為による試合中断は更なる悲劇を呼び込んだ。ホセにホームランを打たれたものの、まだ2対1のリードを保っていた三星だったが、守備中の試合中断で投手のリズムが狂ってしまい、試合再開の直後、後続打者の馬海泳（マ・ヘヨン）にすかさず同点のホームランを許した。さらには7回表にロッテに勝ち越し点を許し、三星ファンの不安が現実化されるかに見えたが、それでも8回裏の攻撃で金鍾勲（キム・ジョンフン）の本塁打で逆転に成功。またしても、2点リードの場面で9回の守備に入った。満を持して林昌勇が投入されたが、ここでまた同点本塁打を被弾。試合は思わぬ延長戦に入ってしまった。
最終戦までもつれ込む激戦ですべての戦力を注ぎこんだ両チームは最後の砦として林昌勇と朱炯光（チュ・ヒョングァン）をマウンドに残した。しかし、公式戦とプレイオフの激戦から疲労に耐え切れず林昌勇が11回表に勝ち越し点を許し、その裏の守備で朱炯光に三星の打線が抑えられ、歴史に残る名勝負はロッテに軍配が上がった。
戦力補強のためにシーズン前からアジア通貨危機で親会社が経営難に落ちていたヘテ・タイガースとサンバンウル・レイダースの主力選手を現金トレードで獲得して、「お金の力で経営が厳しくなった球団の骨まで抜き去る」とまで非難されても、微動もしなかった三星だった。しかし、先発陣の底上げが伴わなく一人の抑え投手に過度に頼るブルペン運用が災いになって、ロッテの起死回生の勢いに飲み込まれ、歴史的な逆転負けでポストシーズン敗退のつらい記憶を再度繰り返す結果に終わった。
韓国プロ野球史上7戦4勝制のシリーズで1勝3敗からの逆転勝利は、プレイオフ、韓国シリーズを通じてこれが最初であり、ロッテは1984年の韓国シリーズ同様、歴史に残る名勝負の末に苦手の三星を下す喜びを再度味わうことになった。(2013年の韓国シリーズで、三星は第4戦を終えて1勝3敗の状態から斗山ベアーズに3連勝し韓国シリーズ3連覇を達成した）

#### 第1戦　10月12日・大邱市民運動場野球場
|                      | 1 | 2 | 3 | 4 | 5 | 6 | 7 | 8 | 9 | 10 | 11 | 12 | R |
| -------------------- | - | - | - | - | - | - | - | - | - | -- | -- | -- | - |
| ロッテ・ジャイアンツ | 0 | 0 | 0 | 1 | 0 | 0 | 3 | 0 | 0 | 0  | 0  | 0  | 4 |
| 三星ライオンズ       | 0 | 1 | 0 | 0 | 1 | 2 | 0 | 0 | 0 | 0  | 0  | 1x | 5 |

1. 勝利：朴衷湜（パク・チュンシク、1-0）
2. 敗戦：朴石鎮（パク・ソクチン、0-1）
3. 本塁打
ロッテ：朴正泰（パク・ジョンテ、4回表、ソロ）、孫仁鎬（ソン・インホ、7回表、3ラン）
三星：スミス（2回裏、ソロ、6回裏、ソロ）、金泰均（キム・テギュン、5回裏、ソロ）、李承燁（6回裏、ソロ）

#### 第2戦　10月13日・大邱市民運動場野球場
|                      | 1 | 2 | 3 | 4 | 5 | 6 | 7 | 8 | 9 | R |
| -------------------- | - | - | - | - | - | - | - | - | - | - |
| ロッテ・ジャイアンツ | 0 | 0 | 0 | 0 | 1 | 0 | 1 | 0 | 0 | 2 |
| 三星ライオンズ       | 0 | 0 | 0 | 4 | 0 | 0 | 0 | 2 | X | 6 |

1. 勝利：金尚珍（キム・サンジン、1-0）
2. セーブ：林昌勇（イム・チャンヨン、0-0-1s）
3. 敗戦：朱炯光（チュ・ヒョングァン、0-1）
4. 本塁打
三星：スミス（8回裏、2ラン）

#### 第3戦　10月15日・社稷野球場
|                      | 1 | 2 | 3 | 4 | 5 | 6 | 7 | 8 | 9 | R  |
| -------------------- | - | - | - | - | - | - | - | - | - | -- |
| 三星ライオンズ       | 0 | 0 | 0 | 0 | 0 | 0 | 0 | 2 | 0 | 2  |
| ロッテ・ジャイアンツ | 1 | 0 | 0 | 4 | 0 | 0 | 3 | 2 | X | 10 |

1. 勝利：朴石鎮（1-1）
2. 敗戦：金珍雄（キム・ジヌン、0-1）
3. 本塁打
三星：鄭慶培（チョン・ギョンベ、8回表、ソロ）
ロッテ：朴正泰（8回裏、2ラン）

#### 第4戦　10月16日・社稷野球場
|                      | 1 | 2 | 3 | 4 | 5 | 6 | 7 | 8 | 9 | R |
| -------------------- | - | - | - | - | - | - | - | - | - | - |
| 三星ライオンズ       | 1 | 0 | 1 | 3 | 1 | 0 | 2 | 1 | 0 | 9 |
| ロッテ・ジャイアンツ | 0 | 0 | 1 | 0 | 1 | 2 | 0 | 2 | 0 | 6 |

1. 勝利：盧長震（ノ・ジャンジン、1-0）
2. セーブ：林昌勇（0-0-2s）
3. 敗戦：文東煥（ムン・ドンファン、0-1）
4. 本塁打
三星：金鍾勲（キム・ジョンフン）、金泰均、金翰秀（キム・ハンス）

#### 第5戦　10月17日・社稷野球場
|                      | 1 | 2 | 3 | 4 | 5 | 6 | 7 | 8 | 9  | R |
| -------------------- | - | - | - | - | - | - | - | - | -- | - |
| 三星ライオンズ       | 0 | 0 | 4 | 0 | 0 | 0 | 1 | 0 | 0  | 5 |
| ロッテ・ジャイアンツ | 3 | 0 | 0 | 0 | 0 | 0 | 0 | 0 | 3x | 6 |

1. 勝利：孫敏漢（ソン・ミンハン、1-0）
2. 敗戦：林昌勇（0-1-2s）
3. 本塁打
三星：スミス（3回表、2ラン）
ロッテ：ホセ（9回裏、3ラン）

#### 第6戦　10月19日・大邱市民運動場野球場
|                      | 1 | 2 | 3 | 4 | 5 | 6 | 7 | 8 | 9 | R |
| -------------------- | - | - | - | - | - | - | - | - | - | - |
| ロッテ・ジャイアンツ | 3 | 0 | 2 | 0 | 0 | 0 | 1 | 0 | 0 | 6 |
| 三星ライオンズ       | 0 | 0 | 0 | 0 | 0 | 0 | 5 | 0 | 0 | 5 |

1. 勝利：朴石鎮（2-1）
2. セーブ：ギロン（0-0-1s）
3. 敗戦：金珍雄（0-2）
4. 本塁打
ロッテ：馬海泳（マ・ヘヨン、1回表、3ラン）、ホセ（3回表、2ラン）
三星：李承燁（7回裏、2ラン）

#### 第7戦　10月20日・大邱市民運動場野球場
|                      | 1 | 2 | 3 | 4 | 5 | 6 | 7 | 8 | 9 | 10 | 11 | R |
| -------------------- | - | - | - | - | - | - | - | - | - | -- | -- | - |
| ロッテ・ジャイアンツ | 0 | 0 | 0 | 0 | 0 | 2 | 1 | 0 | 2 | 0  | 1  | 6 |
| 三星ライオンズ       | 0 | 0 | 0 | 2 | 0 | 0 | 0 | 3 | 0 | 0  | 0  | 5 |

1. 勝利：朱炯光（1-1）
2. 敗戦：林昌勇（0-2-2s）
3. 本塁打
ロッテ：ホセ（6回表、ソロ）、馬海泳（6回表、ソロ）、林秀爀（イム・スヒョク、9回表、2ラン）
三星：李承燁（4回裏、ソロ、8回裏、ソロ）、金杞泰（キム・キテ、4回裏、ソロ）、金鍾勲（8回裏、2ラン）

- ロッテ・ジャイアンツが4勝3敗で韓国シリーズ進出
- MVP:　朴石鎮（パク・ソクチン、投手、ロッテ）4試合登板、2勝1敗

## 韓国シリーズ
1992年の韓国シリーズ以来のハンファ・イーグルスとロッテ・ジャイアンツの再対決となった同年のシリーズだったが、今度の対戦は前回とはまったく逆の展開を見せた。
ハンファは公式戦の勝率は劣っていたが、マジックリーグ2位を確定させた公式戦の終盤からチーム全体に休息を与えて全力を温存し、プレイオフでも斗山ベアーズを4連勝で一蹴。これで、プレイオフから韓国シリーズまでも中7日の休みを確保することができた。反面ロッテは公式戦終盤からし烈な順位争いをして、プレイオフでも歴史の残る激戦にすべての戦力を注ぎ込んで、それから1日を休んで韓国シリーズの臨む羽目になっていた。
プレイオフでの暴力事態で、ロッテ打線の主軸であるフェリックス・ホセの出場が問題になっていたが、この年の韓国プロ野球はさまざまな要因によって観客動員が低迷。人気チームであるロッテの韓国シリーズの出場でようやく掴めた興行のチャンスを逃したくなかった韓国野球委員会はホセに10試合の出場停止の処分を下し、その処分は翌年のシーズン開幕戦から効力を発することで裁定を下した。
しかし、このような韓国野球委員会の配慮も、激戦につぐ激戦で疲れきっていたロッテには大きな助けには成らなかった。後半戦から投打がかみ合い、バランスのとれた実質最強の戦力を持った上に十分休みを取ったハンファを前に、年間成績の関係でホームでの開幕権をもらったものの、ロッテはなす術がなかった。
第3戦を延長戦で落としたのを除くと、シリーズは終始ハンファのペースで展開された。それでもロッテが第2戦から5戦まですべて1点差ゲームを展開するなどで、疲れの中で健闘したといえばそれまでだが、その1点差を守りきって勝利に結びつけたのはハンファの力といわざるを得ない展開だった。結局、ハンファが第5戦の9回表、張鍾熏（チャン・ジョンフン）の決勝犠牲フライで4勝1敗で優勝を確定させ、1990年前後に最強の戦力を評された戦力をもってしてもできなかった悲願の初優勝を果たした。これで、7年前のシリーズで、圧倒的に有利という前評判を覆され、ロッテに負けた屈辱をまったく同じ形で返してリベンジにも成功した。また、ハンファイーグルスは1984年のロッテジャイアンツ以来、年間成績4位にあたる成績で韓国シリーズを制覇した二つ目のチームになった。

### 第1戦　10月22日・社稷野球場
|                      | 1 | 2 | 3 | 4 | 5 | 6 | 7 | 8 | 9 | R |
| -------------------- | - | - | - | - | - | - | - | - | - | - |
| ハンファ・イーグルス | 0 | 0 | 0 | 2 | 0 | 3 | 1 | 0 | 0 | 6 |
| ロッテ・ジャイアンツ | 0 | 0 | 0 | 0 | 3 | 0 | 0 | 0 | 0 | 3 |

1. 勝利：鄭珉哲（チョン・ミンチョル、1-0）
2. セーブ：具臺晟（ク・デソン、0-0-1s）
3. 敗戦：廉鍾錫（ヨム・ジョンソク、0-1）
4. 本塁打
ハンファ：白在鎬（ペク・ジェホ、6回表、ソロ）、崔益誠（チェ・イクソン、6回表、2ラン）
ロッテ：金応国（キム・ウングク、5回裏、ソロ）、ホセ（5回裏、2ラン）

### 第2戦　10月23日・社稷野球場
|                      | 1 | 2 | 3 | 4 | 5 | 6 | 7 | 8 | 9 | R |
| -------------------- | - | - | - | - | - | - | - | - | - | - |
| ハンファ・イーグルス | 1 | 1 | 0 | 2 | 0 | 0 | 0 | 0 | 0 | 4 |
| ロッテ・ジャイアンツ | 0 | 0 | 0 | 0 | 1 | 0 | 0 | 2 | 0 | 3 |

1. 勝利：宋津宇（ソン・ジヌ、1-0）
2. セーブ：具臺晟（0-0-2s）
3. 敗戦：文東煥（ムン・ドンファン、0-1）
4. 本塁打
ハンファ：曺敬澤（チョ・ギョンテク）

### 第3戦　10月25日・大田ハンバッ運動場野球場
|                      | 1 | 2 | 3 | 4 | 5 | 6 | 7 | 8 | 9 | 10 | R |
| -------------------- | - | - | - | - | - | - | - | - | - | -- | - |
| ロッテ・ジャイアンツ | 0 | 1 | 0 | 0 | 1 | 0 | 0 | 0 | 0 | 1  | 3 |
| ハンファ・イーグルス | 0 | 0 | 0 | 0 | 0 | 0 | 2 | 0 | 0 | 0  | 2 |

1. 勝利：ギロン（1-0）
2. 敗戦：具臺晟（0-1-2s）

### 第4戦　10月26日・大田ハンバッ運動場野球場
|                      | 1 | 2 | 3 | 4 | 5 | 6 | 7 | 8 | 9 | R |
| -------------------- | - | - | - | - | - | - | - | - | - | - |
| ロッテ・ジャイアンツ | 0 | 0 | 0 | 0 | 1 | 0 | 0 | 0 | 0 | 1 |
| ハンファ・イーグルス | 0 | 0 | 0 | 0 | 0 | 2 | 0 | 0 | X | 2 |

1. 勝利：鄭珉哲（2-0）
2. セーブ：具臺晟（0-1-3s）
3. 敗戦：朱炯光（チュ・ヒョングァン）

### 第5戦　10月29日・蚕室野球場
|                      | 1 | 2 | 3 | 4 | 5 | 6 | 7 | 8 | 9 | R |
| -------------------- | - | - | - | - | - | - | - | - | - | - |
| ハンファ・イーグルス | 0 | 0 | 2 | 0 | 0 | 0 | 0 | 0 | 2 | 4 |
| ロッテ・ジャイアンツ | 0 | 1 | 0 | 0 | 0 | 2 | 0 | 0 | 0 | 3 |

1. 勝利：具臺晟（1-1-3s）
2. 敗戦：孫敏漢（ソン・ミンハン、0-1）

- ハンファ・イーグルスが4勝1敗で韓国シリーズ優勝
- MVP:　具臺晟（ク・デソン、投手、ハンファ）5試合登板、1勝1敗3セーブ